# Dolores Hitchens
Julia Clara Catherine Maria Dolores Hitchens (* 25. Dezember 1907 in San Antonio, Texas; † 1. August 1973 im Orange County, Kalifornien) war eine US-amerikanische Schriftstellerin. Neben ihrem eigenen Namen benutzte Hitchens auch die Pseudonyme Dolan Birkin, Noel Burke und D. B. Olsen.

## Leben und Wirken
Hitchens war die Tochter von William H. Robbins und Myrtle Statham (1882–1977) und verbrachte die ersten Jahre ihrer Kindheit im Caldwell County (Texas). Nach dem Tod ihres Vaters kam sie zusammen mit ihrer Mutter zu ihrem Großvater väterlicherseits zurück nach San Antonio.
Zehn Jahre später ließ sich Hitchens im Kern County (Kalifornien) nieder, wo ihre Mutter 1922 Arthur Birk heiratete. Anlässlich dieser Eheschließung wurde Hitchens von Birk adoptiert und nahm seinen Familiennamen an. Dort studierte sie u. a. Pädagogik an der University of California, Los Angeles.
1931 heiratete Hitchens in San Francisco den Funker (Handelsmarine) Beverly S. Olsen, mit dem sie eine Tochter – Patricia Marie – hatte. In dieser Zeit arbeitete Hitchens erst als Krankenschwester, später bekam sie dann für einige Zeit eine Anstellung als Lehrerin. Ihre ersten literarischen Versuche stammen aus ihrem Studium und ab Mitte der 1930er Jahre widmete sie sich nur noch dem Schreiben.
In zweiter Ehe heiratete Hitchens 1941 den Eisenbahndetektiv Hubert Allen Hitchens (1907–1973) und hatte mit ihm einen Sohn, Michael.
Am 1. August 1973 starb Dolores Hitchens im Orange County (Kalifornien) und fand dort auch ihre letzte Ruhestätte.

## Rezeption
Hitchens wurde vor allem mit ihren Kriminalromanen bekannt. Neben vielen einzelnen Romanen verfasste sie auch einige (zu ihrer Zeit hochgelobte) Mehrteiler und Serien. Zusammen mit ihrem zweiten Ehemann veröffentlichte sie fünf Kriminalromane, die von dessen Erfahrungen und Erlebnissen als Eisenbahndetektiv profitierten.

## Werke (Auswahl)

### AlsDolores Hitchens
Jim-Sader-Zyklus
- Sleep with strangers. 1955.
  - deutsch: Wer mit Fremden schläft. Zürich 1999.
- Sleep with Slander. 1960.
  - deutsch: Man stirbt nur zweimal. München 1991.[1]

Einzelne Romane
- Stairways to an empty room. 1951.
  - deutsch: Der Mann mit den Wolfsaugen. München 1965.
- Nets to catch the wind. 1952.
  - deutsch: Der Strick vor der Tür. München 1965.
- Beat back the tide. 1954.
  - deutsch: Ein kleiner Fehler. München 1954.
- Fool's gold. 1958.
  - deutsch: Flucht nach Las Vegas. München 1965.
- The watcher. 1959.
  - deutsch: Dem Wahnsinn nahe. München 1966.
- Footsteps in the night. 1961.
  - deutsch: Schritte in der Nacht. München 1963.
- The abductor. 1962.
  - deutsch: Gefahr für Marion. München 1963.
- The bank with the bamboo door. 1965.
  - deutsch: Die Bambustür. München 1965.
- The man who cried all the way home. 1966.
  - deutsch: Sie war dabei. München 1967.
- Postscriptum to nightmare. 1967.
  - deutsch: Feuer tilgt die Spur. München 1968.
- Collection of strangers. 1969.
  - deutsch: Die Schuld der alten Lady. München 1970.
- The Baxter letters. 1971.
  - deutsch: Die Baxter-Briefe. München 1971.
- In a house unknown. 1973.
  - deutsch: In einem fremden Haus. München 1974.

Theaterstücke
- Cookie for Henry. One-act-play for six women. New York 1941.

### Zusammen mitBert Hitchens
- F.O.B. murder. 1955.
  - deutsch: Die gelbe Flagge. Frankfurt/M. 1965.
- One-Way-Ticket. 1956.
  - deutsch: Ohne Rückkehr. München 1968.
- End of line. 1957.
  - deutsch: California-Express. München 1968.
- The man who followed women. 1959.
  - deutsch: Östlich von Los Angeles. München 1968.
- TheGrudge. 1963.
  - deutsch: Dynamit ist unmodern. München 1965.

### AlsD. B. Olsen
Sister-Murdock-Reihe
- The cat wears a noose. 1944.
  - deutsch: Mord ist für die Katz. Frankfurt/M. 1980.
- Death wears cat's eyes. 1950.
  - deutsch: Der Tod hat Katzenaugen. München 1977.
- Cat and Capricorn. 1951.
  - deutsch: Rühre nicht an alte Wunden. Frankfurt/M. 1981.

Professor-Pennyfeather-Reihe
1. Shroud for the bride. 1945.
2. Gallows for the groom. 1947.
3. Devious design. 1948.
4. Something about midnight. 1950.
5. Love me in death. 1951.
6. Enrollment cancelled. 1952.

Lt. Stephen Mayhew Trilogie
1. Clue in the clay. 1938.
2. Death cuts a silhouette. 1939.
3. The thinking heart. 1940.

### AlsDolan Birkley
- The unloved. 1965.
  - deutsch: Das Mädchen von nebenan. München 1967.

### AlsNoel Burke
- Shivering bough. 1942.

## Verfilmungen
- Jean-Luc Godard (Regie): Die Außenseiterbande. 1964 (frei nach ihrem Roman Fool's gold).